# I sogni di mio padre
I sogni di mio padre. Un racconto sulla razza e l'eredità è una autobiografia di Barack Obama, scritta prima di divenire il 44º presidente degli Stati Uniti d'America. Essa venne pubblicata per la prima volta nel 1995 dopo che Obama venne eletto, primo afro-americano, presidente della Harvard Law Review ma prima dell'inizio della sua carriera politica. Il libro venne poi riedito nel 2004 con una nuova prefazione del senatore Obama contenente riferimenti al suo discorso tenuto alla Convenzione nazionale del Partito Democratico del 2004.

## Soggetto
Il libro autobiografico narra la sua storia dalla nascita al suo ingresso alla Harvard Law School.
Barack Obama nacque al Kapi'olani Hospital di Honolulu da Barack Hussein Obama Sr., un keniota agnostico, ex pastore di capre ed all'epoca studente straniero, e da Ann Dunham, proveniente da Wichita, in Kansas; al momento della sua nascita entrambi i genitori erano giovani studenti universitari.
Riguardo agli anni passati alle Hawaii, Obama ha scritto in seguito:
Nel 1963 i genitori si separarono e successivamente divorziarono; il padre andò all'Università Harvard per conseguire un dottorato, e infine tornò in Kenya, dove morì in un incidente stradale nel 1982: rivide il figlio solo in un'occasione. La madre invece si risposò con Lolo Soetoro, un altro suo ex collega universitario, da cui ebbe una figlia. Soetoro proveniva dall'Indonesia, si laureò in geografia nel 1962, morì poi il 2 marzo del 1993. Obama si trasferì quindi con la famiglia a Giacarta, dove nacque la sorella di Obama, Maya Soetoro-Ng. A Giacarta, Obama frequentò le scuole elementari da 6 a 10 anni.
A dieci anni, Obama ritornò a Honolulu per ricevere un'istruzione migliore. Fu cresciuto prima dai nonni materni, Madelyn e Stanley Dunham, e poi dalla madre. Si iscrisse alla quinta elementare della scuola Punahou, dove si diplomò con ottimi voti nel 1979. La madre di Obama morì di cancro pochi mesi dopo la pubblicazione dell'autobiografia di Barack Obama Dreams From My Father.

## Riconoscimenti
L'edizione audiolibro venne insignita nel 2006 del Grammy Award for Best Spoken Word Album.
Il critico Joe Klein scrisse in un articolo su Obama sul Time che il libro "penso sia l'autobiografia migliore mai scritta da un politico statunitense."

## Legami parentali
Nel suo libro, Barack Obama sostiene di avere scoperto che uno degli antenati della madre era cugino di secondo grado di Jefferson Davis, il primo e unico presidente degli Stati Confederati d'America.
Altri studi genealogici hanno evidenziato che è cugino di ottavo grado di Dick Cheney, tramite Mareen Duvall. La scoperta della moglie Lynn Cheney, annunciata il 17 settembre 2007, è stata confermata dal portavoce di Cheney e da quello di Obama, Bill Burton.
La notizia è stata pubblicata per la prima volta il 9 settembre 2007 da un'editorialista del quotidiano locale Chicago Sun-Times.
L'articolo afferma che Bush junior e Obama sarebbero cugini di 11º grado tramite Samuel Hinckley and Sarah Soole, che vissero nel Massachusetts nel XVII secolo. Obama sarebbe imparentato con Dick Cheney, come cugino di 11º grado, tramite Mareen e Susannah Duval, emigrati dall Francia verso gli Stati Uniti nel XVII secolo. Entrambi i legami di parentela risalgono, quindi, al XVII secolo.
La notizia è stata ripresa dal New York Post del 18 ottobre 2008. Secondo le nuove versioni, Cheney e Obama sarebbero cugini di 8º grado, mentre è confermato il grado di parentela fra Bush senior e Obama.

## Edizioni
- New York: Times Books; 1st edition (18 luglio, 1995); Brossura: 403 pag.: ISBN 0-8129-2343-X
  - Questa edizione è oggi molto rara. Soltanto alcune copie autografate sono note ed hanno una valutazione di oltre 5.000 dollari in base al loro stato di conservazione.
- New York: Kodansha International (agosto 1996); Economica: 403 pag.; ISBN 1-5683-6162-9
- New York: Three Rivers Press; Ristampa (10 agosto, 2004); Economica: 480 pag.; ISBN 1-4000-8277-3
- New York: Random House Audio; Edizione aggiornata (3 maggio, 2005); Audio CD; ISBN 0-7393-2100-5; Comprende il discorso del senatore Obama alla Convenzione Nazionale Democratica del 2004.
- New York: Random House Audio; Edizione aggiornata su Playaway[16]
- New York: Random House Large Print; prima edizione a grossi caratteri (April 4, 2006); Brossura: 720 pag.; ISBN 0-7393-2576-0
- New York: Crown Publishers (9 gennaio, 2007); Brossura: 464 pag.; ISBN 0-3073-8341-5
- New York: Random House (9 gennaio, 2007); eBook; ISBN 0-3073-9412-3